# Еро
Ере (Хере) је шаљив назив који су Херцеговцима (становницима уже Херцеговине) давали њихови суседи. Међутим тај је назив добио временом другачије значење.
Турско освајање наших земаља изазвало је спонтане и принудне миграције великих размера које су имале за последицу ишчезавање многих ранијих и стварање нових етничких група. Велики број Херцеговаца раселио се и преплавио суседне области на северу и североистику дајући им сасвим нова обележја. Знатно се приширио и појам Херцеговине. У североисточној Босни Херцеговином се сматрала сва територија на којој су се у ношњи истицали бели херцеговачки тозлуци (доколенице), тако су и Рогатички и Власенички срез убрајали у Херцеговину. За становнике ове проширене Херцеговине, који обухвата област Стари Влах у југозападној Србији и југоисточној Босни и суседне пределе, удомаћио се у народу назив Ере и Хере. У Шумадији их зови Ерцовима, а косовски Срби их зову Јерцима. Саме Ере зову своје северне суседе Шијацима
Због широких прелазних зона не могу се дати одређене границе области Ера (или Ерске, како је зову у Србији). Становници Старог Влаха су најтипичнији представници Ера. По свом пореклу су веома хомогени. Готово у целини су дошли из уже Херцеговине и Црне Горе, припадају динарском типу и говоре ијекавски. То је данас најчистија група међу Србима, мада су у давнини у њеном изграђивању мањег удела имали и асимиловани сточари Власи (име области Стари Влах).

## Начин живота, обичаји
Од старина Ере се баве сточарством, али и преносом робе између важнијих трговачких центара, јер су кроз њихову област водили важни трговачки путеви. Тиме се баве све док у XIX и XX веку и кроз њихове крајеве нису изграђени модерни путеви и железничка пруга. Значајна занимања српских Ера била су производња катрана и луча, дрвених судова и посебно земљаних лонаца и црепуља, архаичних облика. Тим производима су снабдевали читаву западну Србију. У новије време и код њих земљорадња узима маха, а нарочито гајење воћа.
Доскора су Ере живеле у кућама брвнарама, које су се очувале у високим и забаченим крајевима. У науци је добро позната старовлашка кућа. Куће су обично удаљене једна од друге (старовлашки тип разбијеног села). Ере су све до наших дана живеле у кућним задругама. Њихову ношњу од црног сукна у којој се се истицали пеленгири код мушкараца, а зубун код жена, заменила је шумадијско-моравска и европска грађанска ношња.
Ерски крајеви се одликују богатством народних умотворина, нарочито епских песама. Народно песничко стваралаштво је још у пуној свежини. Ере су познати по духовитости и довитљивости. Код њих је анегдота веома омиљена, а они сами су предмет многих анегдота.
Вероватно почетком XVIII века, доспела је једна група Хера у околину Беле Цркве у Банату, па се и данас становници села око доњег тока реке Нере (деломично у Румијини) зову Херама. Сачували су име, али у говору и другим етничким особинама ретке су ерске црте.

## Анегдоте
У анегдотама Ера је описана као бистра, духовита и гостољубива особа, иако је он само пример сељака из ужичког краја. У анегдотама, Ера на крају увек превари друге, иако они заузимају виша места у друштву и често се сматрају паметнијим од њега (свештеници, турски и српски чиновници, полиција). Ликови слични паметном и лукавом Ери се могу пронаћи у анегдотама широм Балкана, попут Насредин Хоџе и Карађоза.